# HMS Empress (D42)
Авіаносець «Емпрес» (англ. HMS Empress (D42))) — ескортний авіаносець США часів Другої світової війни типу «Боуг» (2 група, тип «Ameer»/«Ruler»), переданий ВМС Великої Британії за програмою ленд-лізу.

## Історія створення
Авіаносець «Емпрес» був закладений 9 вересня 1942 року на верфі «Seattle-Tacoma Shipbuilding Corporation» під назвою «USS Carnegie (CVE-38)». Спущений на воду 30 грудня 1942 року. Переданий ВМС Великої Британії, вступив у стрій під назвою «Емпрес» 12 серпня 1943 року.

## Історія служби
Після вступу у стрій «Емпрес» перейшов у Англію, де використовувався як навчальний авіаносець.
У грудні 1944 року «Емпрес» вирушив в Індійський океан, де в Коломбо увійшов до складу британського Східного флоту. З лютого 1945 року і до кінця війни він брав участь у бойових діях біля узбережжя Бірми, Суматри, Нікобарських та Андаманських островів.
28 січня 1946 року авіаносець «Емпрес» був повернутий США, де був виключений зі списків флоту і незабаром проданий на злам.